# Колорадо Рапидс
„Колорадо Рапидс“ е футболен клуб от Денвър, Колорадо, САЩ. Основан е през 1995 г.
Поради връзките на неговия собственик Стан Кьонке тимът има договори за сътрудничество с „Арсенал“ и „Пачука“. Екипа на „Рапидс“ са носили Андерс Лимпар, Джон Спенсър, Клаудио Лопес и Карлос Валдерама.
Тимът общо 6 пъти сменя цветовете на екипите си и e сред 4-те отбора в MLS без спонсор на фланелките.